# Planta insectaria

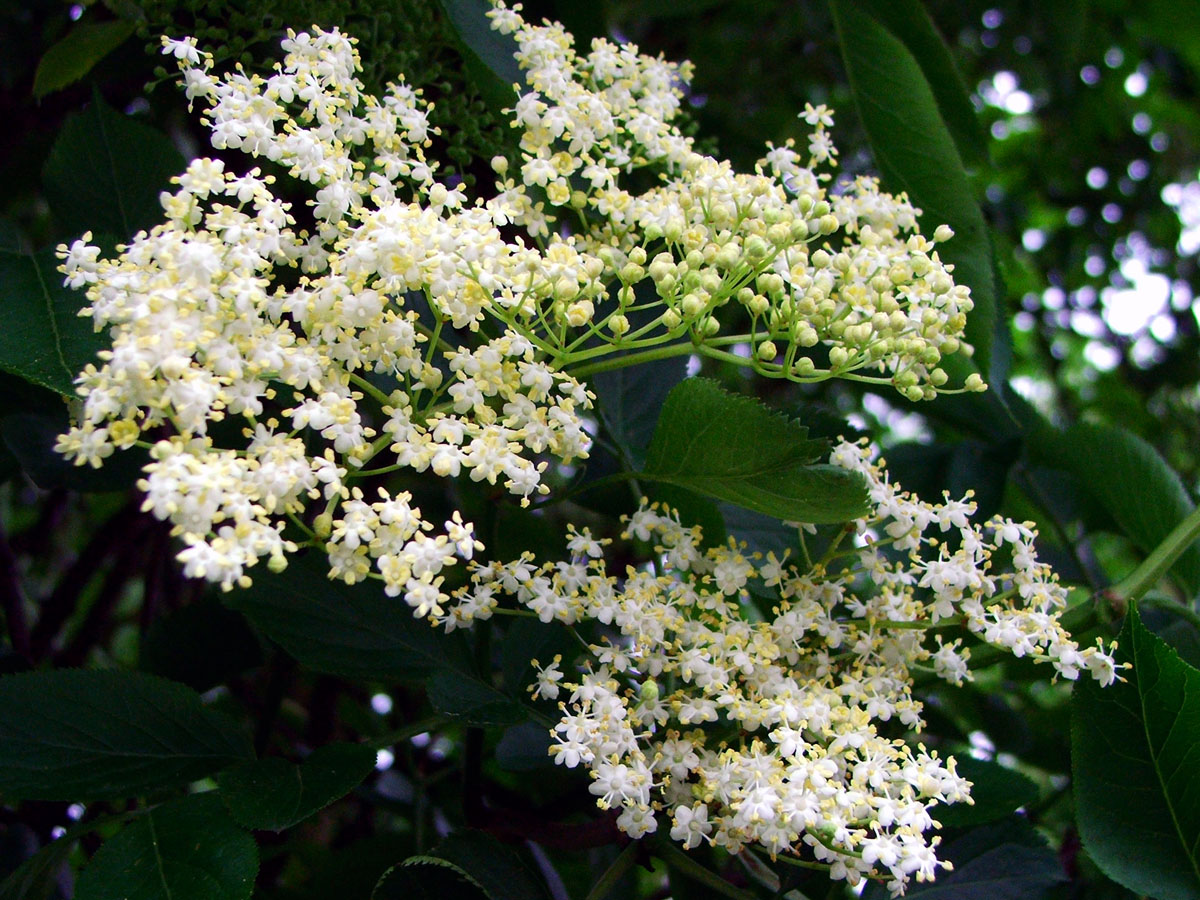
Sambucus en flor.

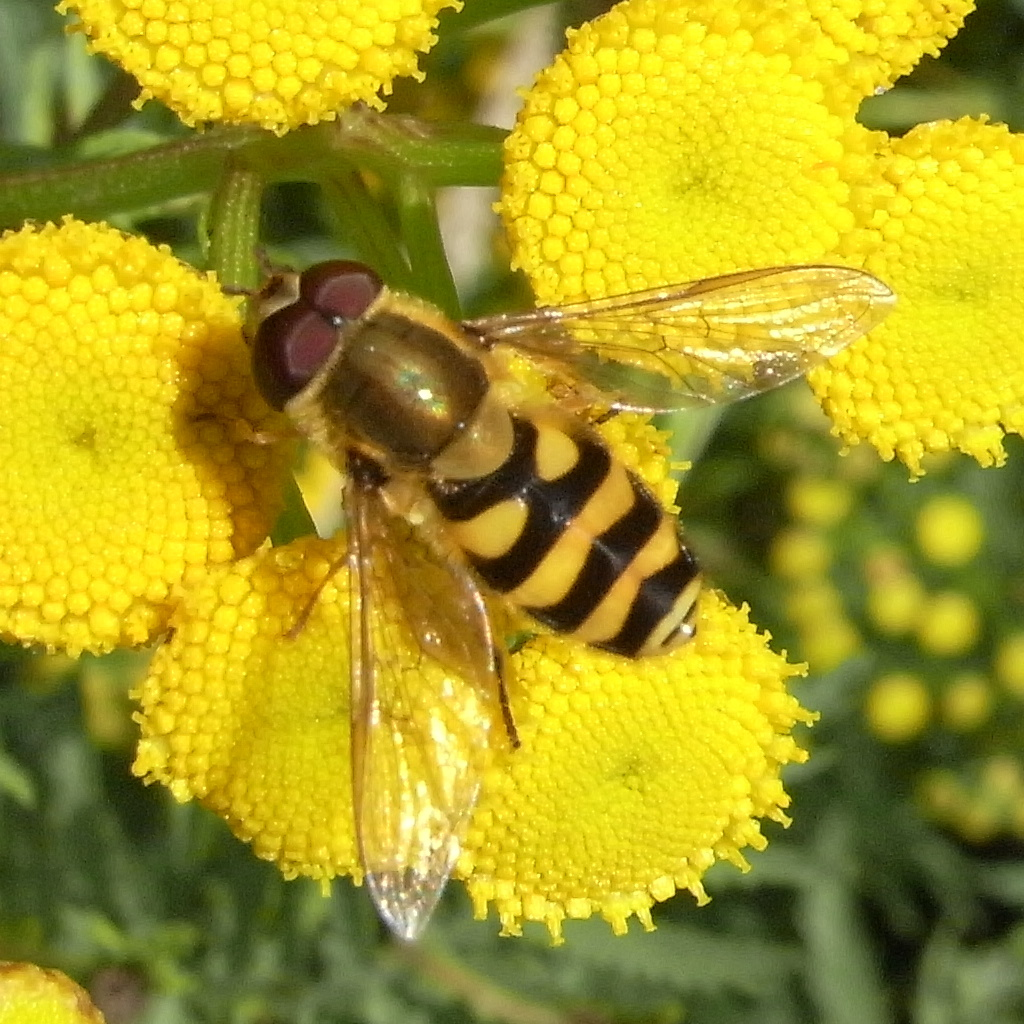
Mosca sírfida, Syrphus ribesii

Los agricultores orgánicos usan el término planta insectaria para describir plantas que atraen insectos. Hay plantas insectarias beneficiosas que son introducidas intencionalmente en un ecosistema para aumentar los recursos, tales como polen y néctar requeridos por los insectos beneficiosos. Estos incluyen parásitos o predadores de insectos dañinos entre otros. Dichos insectos, además de ayudar en el control de plagas pueden contribuir a la polinización de algunas de las plantas cultivadas.
Los insectos/animales beneficiosos incluyen a las mariquitas, avispas parasíticas, ciertos escarabajos, moscas sírfidas, arañas, picaflores y lagartijas, sapos, entre otros. Los insectos beneficiosos pueden llegar a ser diez veces más abundantes en plantas insectarias. La mortalidad de los cocoides y los pulgones causada por sus enemigos naturales puede duplicarse por la presencia de plantas insectarias. Tales plantas pueden seguir contribuyendo al aumento de las poblaciones de insectos benéficos aun después de haber sido arrancadas o de haberse secado. 
Para obtener el mayor beneficio de las plantas insectarias, éstas pueden ser plantadas entremezcladas con las plantas de cultivo. Los insectos atraídos a ellas benefician al jardín circundante.
Muchos miembros de la familia Apiaceae (también llamada Umbelliferae), son excelentes plantas insectarias. hinojo, Angelica, apio, zanahoria silvestre poseen grupos de flores diminutas que son beneficiosas para las avispas parasíticas. Algunos tréboles, Achilleas, ruda atraen a insectos parasíticos y predadores. Varias de la familia de la menta proveen refugio a los escarabajos del suelo. Muchas flores compuestas o asteráceas atraen avispas parásitas, moscas sírfidas y moscas predadoras. Las avispas atrapan orugas para alimentar a sus crías y las moscas se alimentan con una variedad de pulgones, orugas y otros insectos dañinos.
Otras plantas insectarias que ayudan a los insectos beneficiosos son algunas Brassicaceae, también Tagetes, Sambucus y trigo sarraceno.
Las avispas Trichogramma son unas pequeñas avispas que se alimentan de más de 200 variedades de plagas. Ponen sus huevos directamente en los huevos de la mariposa o polilla y la cría se alimenta de los huevos. Diferentes tipos pueden ser más efectivos en un tipo de plaga o en otro. Si el agricultor compra huevos tiene que estar seguro de obtener la variedad adecuada para el tipo de plaga que afecta a sus cultivos. Los pesticidas matan a los insectos beneficiosos tanto como a los dañinos por eso hay que prescindir de ellos cuando se usan controles biológicos.